# Amblycratus testacea
Amblycratus testacea är en insektsart som beskrevs av Caldwell 1952. Amblycratus testacea ingår i släktet Amblycratus och familjen vedstritar. Inga underarter finns listade i Catalogue of Life.